# エピカ (アルバム)
『エピカ』（Epica）は、2003年に発表されたキャメロットのアルバム。ヨハン・ヴォルフガング・フォン・ゲーテ著『ファウスト』を土台にしたバンド初のコンセプト・アルバムである。
エピカという言葉は、単に叙事詩という意味だけでなく、物語に存在する有形の地、人間の内宇宙の象徴などの意味を持ち、理性や精神を表している、とロイ・カーンは語る。
次作『ザ・ブラック・ヘイロー』とともに2部作になっている。
アルバム名はエピカのバンド名の由来にもなった。

## 収録曲
1. プロローグ Prologue - 1:07
2. センター・オブ・ザ・ユニヴァース Center of the Universe - 5:26
3. フェアウェル Farewell - 3:41
4. オーピエイト・ソウル Interlude I (Opiate Soul) - 1:10
5. エッジ・オブ・パラダイス Edge of Paradise - 4:09
6. ワンダー Wander - 4:24
7. オーメン Interlude II (Omen) - 0:40
8. ディセント・オブ・ジ・アークエンジェル Descent of the Archangel - 4:35
9. アット・ザ・バンケット Interlude III (At the Banquet) - 0:30
10. フィースト・フォー・ザ・ヴェイン A Feast for the Vain - 3:57
11. オン・ザ・コールデスト・ウィンター・ナイト On the Coldest Winter Night - 4:03
12. ロスト & ダムド Lost and Damned - 4:55
13. ヘレナズ・テーマ Helena's Theme - 1:51
14. ドーン Interlude IV (Dawn) - 0:27
15. ザ・モーニング・アフター Mourning After (Carry On) - 4:59
16. ウェイズ・トゥ・エピカ III Ways to Epica - 6:16

- スノー Snow (限定盤ボーナストラック)
- ライク・ザ・シャドウズ Like the Shadows (日本盤ボーナストラック)

## 登場人物
アリエル (Arial)
森羅万象を探求し、平穏と真理を追究する男。宗教や科学から得られた回答に満足できず、自分の人生に欠けた満たされぬ穴を埋めるために全てを賭けた旅に出る。究極の真実が自分の人生に価値あるものだと信じているのである。
ヘレナ (Helena)
無垢と善を象徴する存在。アリエルが真に愛した唯一の女。数年もの間離れ離れになっていたが遂にメフィストの城にて再会する。
メフィスト (Mephisto)
悪を体現する者。常に異なった風姿に身をやつし、邪悪と冷笑として物語に現れる。彼は人間が想像する悪魔とは違い、理性的で洗練されているように見える。そしてその品行に魅了され誘惑されてしまうのだ。メフィストは人類が持つ真の弱さを描いた存在である。

## あらすじ

### プロローグ
インストゥルメンタル。アルバムの序曲となるこの曲の雰囲気で聴き手を夢の中に引き込む役目を果たしていて、原典の「天上の序曲」(Prologue in Heaven)と関連している。ブックレットにはエドガー・アラン・ポーの詩『A Dream Within A Dream』が引用されている。

### センター・オブ・ザ・ユニヴァース
前曲から引き続いて聴き手をその心の中あるいは内宇宙、すなわち答えがあると考えられる場所へと導く内容が歌われる。次曲に続くべくアリエルの出立についても語られる。
この歌はアルバムの実質的な1曲目であるが、内容的にはアルバム全体を統括する締め括りの曲である。

### フェアウェル
旅が始まる。アリエルは彼の知る全てを投げ打って全ての退路を断つ。彼は科学や宗教をどれだけ研究しても答えを見つけ出すことが出来ず、1人で世界を探求しようと考えたのである。彼の行動が狂っているように見えたとしても、少なくとも彼自身はその答えを見つけ出すことで満足できる考え、しかもそれを宿命であるとも考えている。

### オーピエイト・ソウル
この間奏曲では、人間が耽溺した時に感じる暗闇と絶望が描かれていて、次曲へのメドレーになっている。

### エッジ・オブ・パラダイス
アリエルは楽園の果てに辿り着いて興奮する。素晴らしい世界に出会えたことは成功以外の何者でもなかったからだ。しかし故郷から遠く離れて異国を旅し、幸福や平和への様々な道を試みるうちに、徐々に人生の歯止めが利かなくなってくる。そして正気を失いつつあったものの、社会に2つの側面があることを確かに学ぶ。それは闇であり光であった。やがて体から力が失われ始める。
アラブ風の音階とグレゴリオ聖歌風の合唱をミックスすることで、危険な現実逃避に待つ誘惑、快楽、陥穽を表現している。

### ワンダー
アリエルは絶望の中、希望という波に乗せられて愛や若さに突き動かされていた頃を思い出そうとしていた。それは6月の暖かな夜、愛する女性との一時であった。しかしそのような夢は所詮感傷的な願い事に過ぎないことを悟る。本当に必要としていたことを放り投げてしまったようにも感じ、哀歌を通じて深い後悔の念をも抱いている。彼にとっての人生は、もはや何の意味もないものになろうとしていた。

### オーメン
インストゥルメンタル。アリエルは自らの命を絶とうとしている。ここのメロディは後のヘレナの死の場面とつながっている。

### ディセント・オブ・ジ・アークエンジェル
アリエルが最悪の状態にあるその時、自称メフィストが月明かりの下に現れる。アリエルは自分が想像していた悪魔とあまりにも違う姿形であることに驚く。彼は美しい女性の姿のまま、メフィストはアリエルに自分が何を叶えてあげられるかを上品な口調で説くのであった。

### アット・ザ・バンケット
インストゥルメンタル。メフィストの城に大勢の人々が集まり、アリエルもそこに招かれる。いささか遅れて到着してしまうものの、主人の登場にはどうやら間に合う。

### フィースト・フォー・ザ・ヴェイン
盛大なパーティでアリエルはみんなと友達同士になり、時を過ごす。女、酒、御馳走、そしてメフィストは肉欲も満たしてくれる。目の前の楽しい仲間や贅沢さに目が眩み、探し求めていた幸せにとうとう辿り着いたと確信したように見える。そして曲の終盤、彼はついに取り返しのつかない契約に署名してしまう。

### オン・ザ・コールデスト・ウィンター・ナイト
パーティが終わり、アリエルは若き頃に愛し合った女性であるヘレナに突如出会う。短い時間ではあったが、激しい時をともに過ごした。この歌は夏の場面であった『ワンダー』と対をなすように冬の寒さと強い関連を持たせており、メフィストと出会った後のアリエルの変心を象徴している。
ここではジャンベとウッド・ベースを使ってライブ録音されている。

### ロスト & ダムド
ヘレナはアリエルに妊娠していることを告げようとするが、出来なかった。アリエルはメフィストとの契約が彼女をひどく悩ませ苦しめるに違いないと信じていた。結婚を望むヘレナに対し、アリエルは2人の仲を断ち切って彼女を救うため冷酷に振る舞う。どちらにせよ彼女との関係がどうであろうとも、彼の目標は愛よりも高い到達点にある。少なくともこの時点ではそう確信していた。彼女に全てを忘れてここを去るようはっきりと告げる。
バンドネオンを使ったタンゴ風のヴァース部は、ヘレナとアリエルの間に高まる緊張を表現している。

### ヘレナズ・テーマ
ヘレナは予想もしなかった現実に絶望し、腹に子を宿したその身を川に投げる。川の精霊はその命を優しく受け止め、生まれずに死んだ子も祝福するよう神に申し伝える。

### ドーン
インストゥルメンタル。触れ役がヘレナの死を布告する。ここでの入水は宗教的犯罪である。

### ザ・モーニング・アフター
ヘレナが自殺したことをアリエルは知る。同時に彼女が身重であったことも知り、それはすなわち自分の子も死んだということである。彼は深く悲しみ歎くが、来世で会えるという希望もまた湧いてくる。

### ウェイズ・トゥ・エピカ
この歌をもって本作の第1部は幕を下ろす。メフィストは邪悪と皮肉を象徴するものとしてアルバムを締め括る。一方のヘレナは善を象徴する天使として再びここに登場する。アリエルは今もなお善にも悪にも与せずに狭間を浮いたまま、平穏と究極の真実を求め続けるのである。
次作『ザ・ブラック・ヘイロー』に続く。

## 参加ミュージシャン
- ロイ・カーン - ボーカル
- トーマス・ヤングブラッド - ギター、バッキング・ボーカル
- グレン・バリー - ベース
- キャセイ・グリロ - ドラムス

- ミロ - キーボード、オーケストラ編曲
- マリ - ボーカル
- サシャ・ピート - ギター
- ルカ・トゥリッリ - ソロ・ギター『ディセント・オブ・ジ・アークエンジェル』
- ギュンター・ヴェルノ - キーボード
- Jan P. Ringvold - キーボード
- Robert Hunecke-Rizzo、Cinzia Rizzo、Annie、Herbie Langhans - 合唱
- ファブリツィオ・アレッハンドロ - バンドネオン
- ローデンバーグ・シンフォニー
- オラフ・ライトマイヤー - コントラバス
- ロベルト・ヒューネケ・リッツオ - ジャンベ
- ジョン・ウィルトン - 司会者役『アット・ザ・バンケット』、川の精霊役『ヘレナズ・テーマ』
- Andre Neygenfind - ダブル・ベース
- イアン・パリー - 街の触れ役『ドーン』